# Colonia los Pinos, Guerrero
Colonia los Pinos är en ort i Mexiko.   Den ligger i kommunen Acatepec och delstaten Guerrero, i den sydöstra delen av landet, 240 km söder om huvudstaden Mexico City. Colonia los Pinos ligger 1 919 meter över havet och antalet invånare är 147.
Terrängen runt Colonia los Pinos är huvudsakligen kuperad, men åt sydväst är den bergig. Terrängen runt Colonia los Pinos sluttar västerut. Runt Colonia los Pinos är det ganska glesbefolkat, med 42 invånare per kvadratkilometer. Närmaste större samhälle är Acatepec, 4,7 km väster om Colonia los Pinos. I omgivningarna runt Colonia los Pinos växer huvudsakligen savannskog.